# Auguste Henri Masquelez
Auguste Henri Louis Félix Masquelez (Lille, 1817 - Guéret, 1903) est un ingénieur des ponts et chaussées français, adjoint au maire de Lille et directeur des travaux municipaux. Il organise la transformation de l'École des arts industriels et des mines de Lille en l'Institut industriel du Nord (École centrale de Lille - IDN) dont il prend la direction de 1872 à 1883.

## Biographie

### Ingénieur des ponts et chaussées
Il est en classes de mathématiques spéciales au lycée Louis Le Grand (Paris) et au collège Sainte-Barbe (Paris). Auguste Henri Louis Félix Masquelez passe son grand oral d'entrée à Polytechnique en 1836, interrogé par Auguste Comte. Référencé X 1837, il en sort dans le corps des ponts et chaussées. 
Il est ingénieur attaché au contrôle des travaux du chemin de fer du Nord dans l'arrondissement de Valenciennes à partir de 1840.
Plusieurs Masquelez l'ont précédé à l'École polytechnique. François Auguste Joseph Masquelez est un polytechnicien (X1798 ; 1780-1813), ingénieur du Génie maritime, « sous-ingénieur en chef du bataillon d'ouvriers militaire, tué dans la retraite de Moscou » ; Louis Joseph Masquelez est un polytechnicien (X1801 ; 1781-????), ingénieur du corps des ponts et chaussées. Polytechnicien positiviste et promoteur du rôle des sciences, il soutient Auguste Comte et la doctrine du Saint-simonisme; son oncle Pierre Joseph Auguste Félix Masquelez (X 1803 ; 1784-????) ; Pierre Louis Masquelez est né à Lille en 1781 et décédé à Rochefort. Polytechnicien (X1803?), ingénieur du corps des ponts et chaussées, il fut responsable des travaux municipaux à Rochefort (Charente-Maritime), concepteur d'équipement de curage des canaux de dessèchement des marais de Rochefort et conçut le pont suspendu de Tonnay-Charente en 1841 et 1842. Il fut maire de Rochefort de 1848 à 1851.

### Directeur des travaux municipaux de Lille
Masquelez devient directeur des travaux municipaux de la ville de Lille en 1866. il est d'abord chargé de l'établissement d'un réseau de distribution d'eau dans Lille entre 1867 et 1872 qui résorbe l'insalubrité antérieure de la ville, construite sur un marécage. Il est ensuite responsable des projets d'urbanisme à Lille, tirant parti de l'agrandissement de la surface urbanisée de Lille,.
Il est mis à la retraite du Corps des Ponts et Chaussées le 10 février 1877. Il est remplacé dans le rôle de directeur des travaux municipaux par son adjoint Alfred Mongy en 1879.

### Directeur de l'Institut industriel du Nord
Une réforme de l'École des arts industriels et des mines de Lille, fondée en 1854, étant nécessaire après la chute du Second Empire, Masquelez fut mandaté en 1871 par la chambre de commerce de Lille pour établir un rapport sur l'organisation des écoles industrielles en France et Belgique. L'École des arts industriels et des mines fut renommée Institut industriel du Nord (IDN) en 1872 et son programme de formation d'ingénieurs rénové.
À partir d'octobre 1872, Auguste Masquelez devint le premier directeur de l'Institut industriel du Nord qu'il organisa avec l'ingénieur du corps des mines Adolphe Matrot. "Il fut alors décidé de créer un cours supérieur pour donner en trois ans des ingénieurs pour les industries minières, mécaniques et textiles. Masquelez, devenu directeur, fit appel à Adolphe Matrot, Ingénieur des Mines, comme directeur des Études. Ce dernier, qui était en même temps maître de conférences d'analyse et de mécanique à la faculté des Sciences de Lille mit au point le programme d'études des 19 sections et dirigea le recrutement du personnel enseignant d'un établissement qui visait à préparer les jeunes gens à toutes les activités de la région, sous le nom d'Institut Industriel, Agronomique et Commercial du Nord de la France, et prit en 1875 le nom d'Institut Industriel du Nord de la France, après suppression des sections agronomiques et commerciales." . Albert Olry lui succède en 1883 à la direction de l'Institut industriel du Nord.